# 刘泽民
刘泽民（1944年7月—2017年2月27日），男，山西临县人，中华人民共和国政治人物。1960年7月参加工作，同年12月加入中国共产党。山西省政协原主席，曾任中共十四大、十五大、十六大、十七大代表，第十四届、十五届、十六届中央候补委员，政协第十届、十一届全国委员会委员。

## 生平
1960年7月，参加工作。同年12月，加入中国共产党。其历任山西省临县歧道公社通讯员、团委书记、临县农业局干事，县革委会生产组办公室主任等职位。1975年后，历任临县县委常委、办公室主任，县革委会副主任、县委副书记、县长。
1983年，任孝义县委副书记、县长。1884年，任方山县委书记。
1985年12月，升任吕梁地委副书记、行署专员。1988年2月，升任吕梁地委书记（1989年兼任吕梁地区人大工作联络组组长、吕梁军分区党委第一书记）。
1990年2月，刘泽民调往朔州，出任朔州市委书记。
1992年7月升任山西省副省长。1995年2月至1996年2月，任山西省委常委、常务副省长。1996年2月升任中共山西省委副书记 ，后为山西省委常务书记（1996年7月至2000年3月兼任省委党校校长）。2003年1月，获任第九届山西省政协主席。
2008年，任第十一届全国政协人口资源环境委员会副主任，2013年3月卸任。
2017年2月27日7时50分，刘泽民逝世。

## 评价
中国共产党的优秀党员，忠诚的共产主义战士。